# Wild! (live)
Wild! Live – koncertowy album brytyjskiej grupy Erasure wydany w  roku 1990. Koncert zarejestrowano 11 grudnia 1989 roku w Londynie. Koncert wydano w formacie VHS, zespół nigdy nie zdecydował się wydać tego wydawnictwa na DVD.

## Utwory
| Nr  | Tytuł                    |
| --- | ------------------------ |
| 1.  | Piano Song               |
| 2.  | How Many Times?          |
| 3.  | You Surround Me          |
| 4.  | Knocking On Your Door    |
| 5.  | Brother and Sister       |
| 6.  | Crown of Thorns          |
| 7.  | Star                     |
| 8.  | Chains of Love           |
| 9.  | Supernature              |
| 10. | Who Needs Love Like That |
| 11. | Stop!                    |
| 12. | Stop                     |
| 13. | Victim of Love           |
| 14. | La Gloria                |
| 15. | Ship of Fools            |
| 16. | It Doesn't Have to Be    |
| 17. | Blue Savannah            |
| 18. | Sometimes                |
| 19. | The Hardest Part         |
| 20. | Oh L’amour               |
| 21. | Drama!                   |
| 22. | A Little Respect         |
| 23. | Spiralling               |

### Wydanie USA
1. Piano Song
2. You Surround Me
3. Chains of Love
4. Star
5. Crown of Thorns
6. Supernature
7. Who Needs Love Like That
8. Stop!
9. Victim of Love
10. La Gloria
11. Blue Savannah
12. Sometimes
13. The Hardest Part
14. Drama!
15. A Little Respect